# Galzeran
El galzeran o cirerer de Betlem és un petit arbust perennifoli de la família de les Asparagàcies, establerta per Antoine-Laurent de Jussieu, que es caracteritza perquè les tiges tenen forma de fulla, però no són fulles. Fa unes flors solitàries poc aparents de color verdós o lila. Els fruits són arrodonits i vermells, i destaquen força sobre el color verd de la planta. Floreix a l'hivern i la primavera.
També rep el nom de boix marí, boix mascle, brusc, rusc, cireretes de Betlem, cireretes o guingues del bon pastor, galleran, (gallera(n)c, galleri(n)c) i llorer bord.

## Descripció
Petit arbust de 50 a 120 cm d'altura de color verd fosc, amb rizomes subterranis dels que surten peus masculins o femenins, en tots dos casos presenta dos tipus de tiges, les normals són llises i arrodonides, mentre que les altres són fil·locladis o falses fulles, de forma ovolanceolada de 2 a 3 cm de llargada i acabades amb una punta rígida i punxant. Les fulles de veritat són molt petites, com escames que normalment passen desapercebudes, apareixen a l'axil·la dels fil·locladis, i fan entre 3 i 4 mm de llargada. Tota la planta és fotosintètica a excepció de les fulles veritables que es desprenen ràpidament. Les flors són petites, verdoses o violàcies, situades al centre dels fil·locladis amb un perigoni amb sis tèpals en dos verticils; les femenines són tricarpelars amb ovari súper mentre les masculines tenen tres estams soldats pels filaments; la pol·linització es fa per mitjà dels insectes (entomògama); floreix a l'hivern i a la primavera mentre que a la tardor i a l'hivern, a les plantes femenines, apareix el fruit en forma de baia vermella de 10 a 12 mm de diàmetre amb dos llavors i que destaca sobre el verd fosc dels fil·locladis; la disseminació es fa per mitjà de les deposicions dels animals que mengen els fruits (endozoocòra).

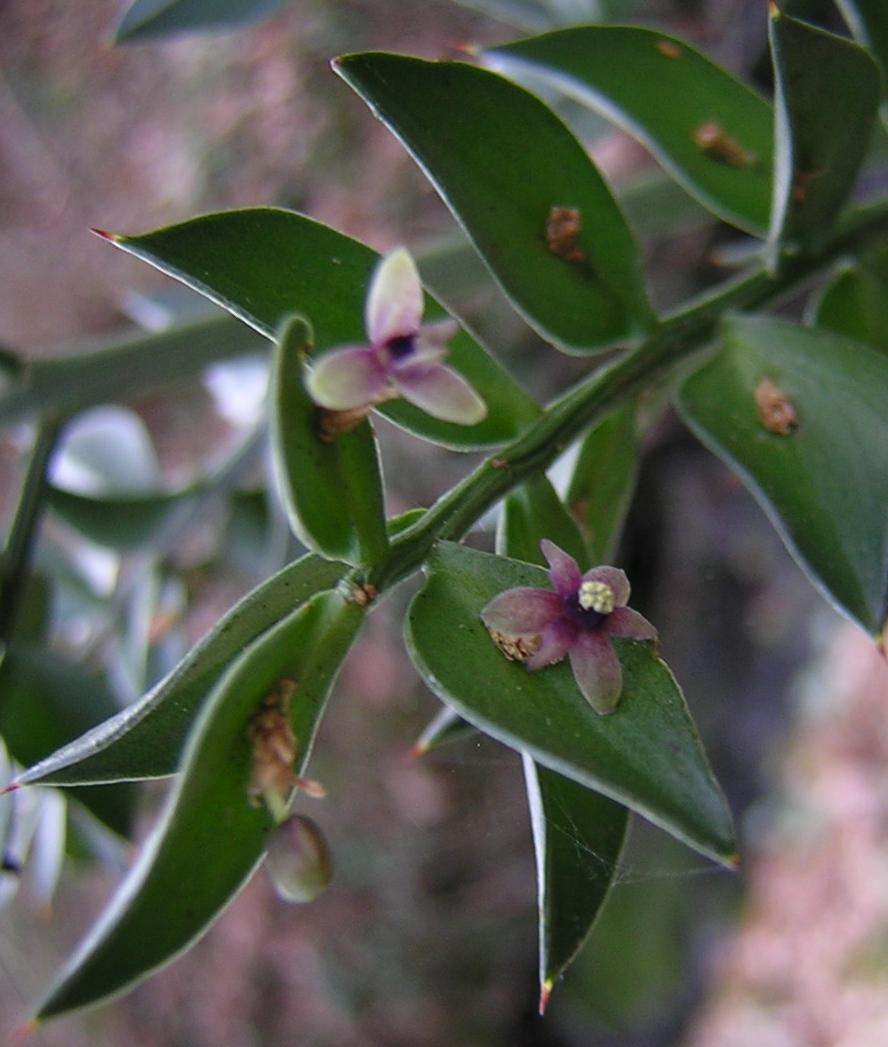
Detall de fil·locladis amb flors

## Hàbitat
Viu des del nivell del mar fins als 1.000 m d'altura (rarament entre els 1.000 i els 1.400) al sotabosc centreeuropeu i mediterrani, tot i que també el trobem al nord d'Àfrica i a Àsia. Prefereix els sòls bàsics, secs i fèrtils i les zones ombrívoles. És un component característic de l'alzinar amb marfull mediterrani.

## Fenologia
El galzeran té el conjunt de característiques de la fenologia de les plantes de clima tropical i se suposa que és una espècie originada en el clima tropical del terciari a Lauràsia abans d'implantar-se el clima mediterrani amb secada estival (Martínez-Pallé 1999), així presenta un període molt llarg de florida que abasta set mesos de l'any. Altres característiques que també té, pròpies de les plantes tropicals, són les flors petites i verdoses, fruits carnosos, llavors menudes i capacitat de rebrotar a més de presentar de forma continuada fruits. Entre les plantes de l'actual clima mediterrani la seva estratègia de creixement, no és de gran resistència a la secada sinó que creix en el període humit previ a la secada estival (no aprofita la tornada de la humitat de la tardor per tornar a créixer com per exemple fa l'alzina)

## Usos
La utilització més coneguda és com a ornament nadalenc a causa de l'espectacularitat dels fruits vermells i brillants sobre el verd fosc de la planta. També havia estat utilitzat per les seves propietats diürètiques i els brots tendres per a l'alimentació com si fossin espàrrecs. Les baies són tòxiques, però avui dia té una certa importància comercial perquè a partir dels rizomes es preparen certs medicaments i cosmètics. Aquest interès ha portat a l'extinció de l'espècie a certes zones de Turquia i a situar l'espècie com una de les més amenaçades del país. A Catalunya és protegit a certes zones, especialment parcs naturals, mentre que la Generalitat Valenciana n'ha regulat la recol·lecció. També va bé per la circulació de la sang, hemorragia.

## Classificació
El galzeran és dins el gènere Ruscus de la subfamília de les Ruscàcies (Ruscaceae), però abans havia estat dins les Liliàcies (Liliaceae) quan aquesta família agrupava un gran nombre de gèneres que ara s'han inclòs en altres famílies o, fins i tot, en altres ordres.

## Etimologia
El nom ruscus prové del llatí, que és el nom de la planta; i aculeatus, que significa "que té punxes", degut als seus cladodis amb punt agressiva.
Galzeran és una paraula d'origen àrab. El botànic Pius Font i Quer va trobar que al Rif l'anomenaven amb un mot gairebé idèntic.